# Rui Patrício
Rui Pedro dos Santos Patrício (Regueira de Pontes, Leiria, 15 de fevereiro de 1988) é um futebolista português que atua como guarda-redes. Atualmente está sem clube. Atua também na Seleção Portuguesa.
Até 2018, antes se transferir para o Wolverhampton, havia passado toda a sua carreira no Sporting: fez a sua estreia aos 18 anos de idade e disputou mais de 464 partidas oficiais pelos leões, sendo o segundo jogador na história do clube que mais vestiu a camisa verde e branca em jogos oficiais. Em 2021 transferiu-se para o Roma.
Fez a sua estreia pela Seleção em 2010, onde desde então tem sido titular até à ascensão de Diogo Costa que actualmente é o detentor da titularidade. Representou Portugal no Europeu de Futebol de 2012, no Mundial de 2014, no Euro 2016, na Taça das Confederações de 2017, no Mundial de 2018 e na Liga das Nações de 2018–19.

## Carreira

### Sporting
Começou a sua carreira no futebol pelo clube leiriense Sport Clube Leiria e Marrazes. Inicialmente era avançado, mas recuou para a posição de guarda-redes. Aos 12 anos, na temporada 1999/2000, mudou-se para o Sporting, onde cumpriu toda a sua formação. Patrício fez a sua estreia no futebol profissional no Campeonato Português na temporada 2006/2007, no dia 19 de novembro de 2006, na vitória do Sporting contra o Marítimo na Madeira (10ª jornada), onde defendeu um penalty a 15 minutos do final do jogo, assegurando assim a vitória da sua equipa.
Na temporada 2007/2008, disputava a titularidade com o guarda-redes sérvio Vladimir Stojković. Voltou a ser titular no empate a 1 fora de casa, contra o Leixões. No dia 24 de novembro de 2007, foi novamente titular e fez um bom jogo na Liga dos Campeões, onde em pleno Old Trafford evitou que o Sporting sofresse uma goleada para o Manchester United. O Sporting perdeu 2-1, com Rui Patrício sofrendo um golaço numa excelente cobrança de falta batida por Cristiano Ronaldo. Ainda assim, Rui Patrício terminou a temporada em grande fase conquistando a Taça de Portugal 2007–08 contra o Porto, sendo um dos titulares na equipa do Sporting.
Na fase de qualificação da Liga dos Campeões de 2009–10, contra o Twente, o Sporting perdia por 1-0 aos 94 minutos de jogo, após um empate em 0-0 no jogo de ida. Patrício correu para o meio-campo do adversário para uma cobrança de um canto, ele subiu para cabecear com Nikita Rukavytsya, ambos os jogadores pareceram tocar a bola, e ajudou a arrancar um auto-golo, acabando assim o Sporting qualificado para a fase seguinte de qualificação, os play-offs.
Em março de 2016, renovou o seu contrato com o Sporting até ao ano de 2022.

#### Rescisão
No dia 1 de junho de 2018, rompeu unilateralmente o seu contrato com o clube. Justificou-se numa carta de 34 páginas os motivos que o levaram a tal atitude: o assédio do presidente do clube Bruno de Carvalho ao plantel e a invasão e agressões de adeptos na Academia Sporting no dia 15 de maio.

### Wolverhampton
No dia 18 de junho de 2018, Rui Patrício foi anunciado pelo Wolverhampton. O clube inglês fechou um contrato de quatro temporadas.

### Roma
No dia 13 de julho de 2021, Rui Patrício foi confirmado como novo reforço da Roma, assinando contrato até 2024. Rui Patrício não teve seu contrato renovado e saiu no final da temporada 23/24.

### Atalanta
No dia 27 de agosto de 2024, assinou com a Atalanta.

## Selecção Nacional

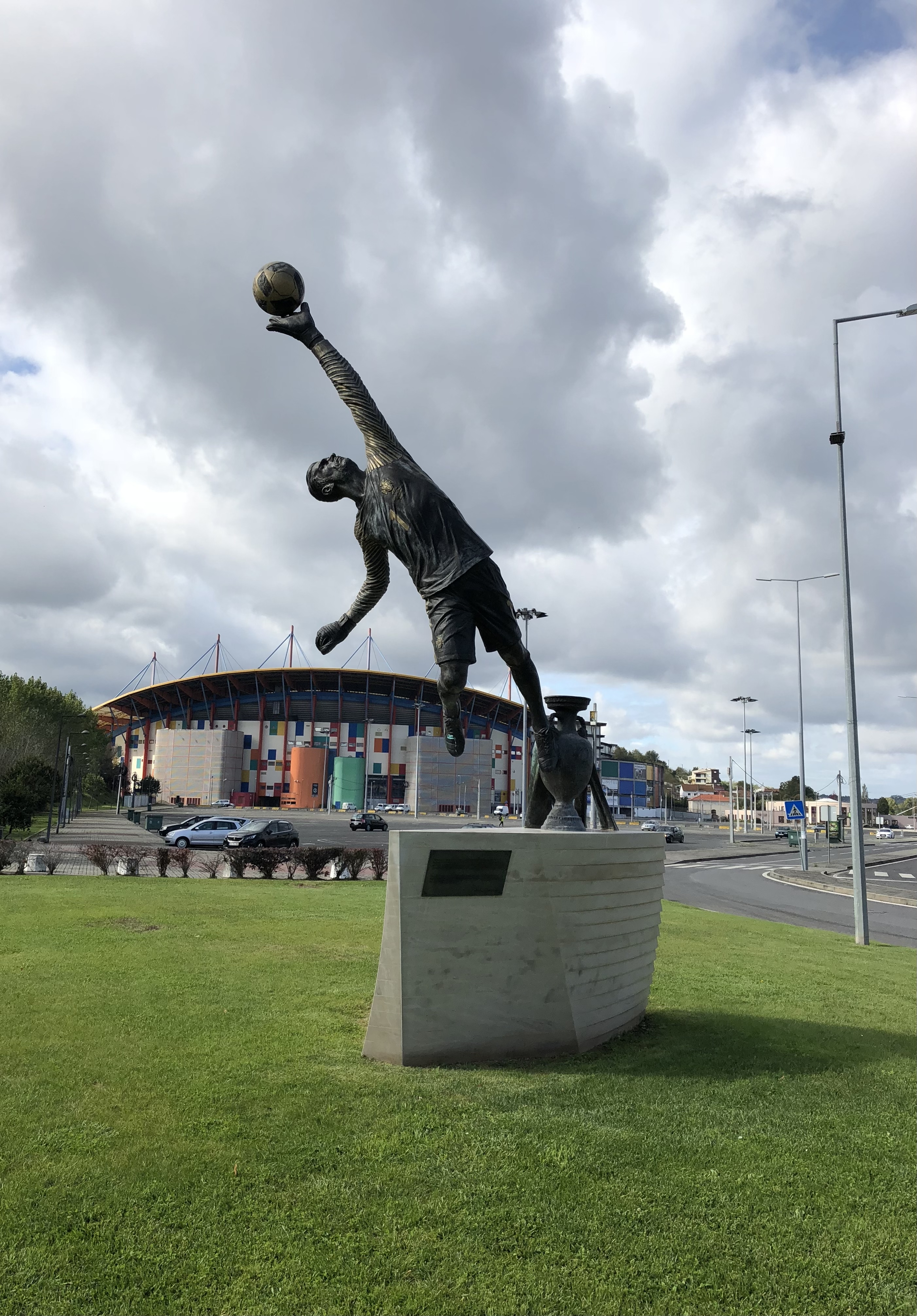
Estátua de Rui Patrício, próximo do Estádio Dr. Magalhães Pessoa, em Leiria

Estreou pela Seleção Portuguesa no dia 17 de novembro de 2010, num amigável diante da então campeã do mundo Espanha. Tornou-se titular da equipa no Euro 2012 e no Mundial de 2014. Nesta última competição, atuou somente na primeira partida contra a Alemanha, ficando de fora dos jogos restantes por lesão. Foi campeão do Euro 2016 com a Seleção Portuguesa, ganhando também o título de melhor guarda-redes. Em consequência, no dia 10 de julho de 2016 foi feito Comendador da Ordem do Mérito e, no dia 22 de maio de 2017, foi inaugurada, em Leiria, uma estátua representativa de uma das suas defesas na final da competição.

## Vida pessoal
Casou-se em junho de 2011 com Joana Pereira, separando-se em seguida, tendo apresentado os papéis de divórcio na véspera de Natal de 2011. É pai de dois filhos, Pedro (12 de agosto 2016) e Eva (19 de outubro 2017), com sua companheira Vera Ribeiro.

## Títulos
Sporting
- Taça de Portugal: 2006–07, 2007–08 e 2014–15
- Supertaça de Portugal: 2007, 2008 e 2015
- Taça da Liga: 2017–18

Wolverhampton
- Troféu Premier League Ásia: 2019

Roma
- Liga Conferência Europa da UEFA: 2021–22

Seleção Portuguesa
- Campeonato Europeu de Futebol: 2016
- Liga das Nações da UEFA: 2018–19

### Prémios individuais
- Equipa do Euro: 2016
- 75º melhor jogador do ano de 2016 (The Guardian)[17]
- 17º melhor jogador do ano de 2016 (Marca)[18]
- 12º melhor jogador do ano de 2016 (France Football)